# Dürener Hütte
Die Dürener Hütte ist eine Schutzhütte der Sektion Düren des Deutschen Alpenvereins (DAV). Sie liegt in der Eifel in Deutschland. Es handelt sich um eine Selbstversorgerhütte, sie ist ganzjährig geöffnet.

## Geschichte
Die Sektion Düren wurde im Jahr 1899 in Düren als Sektion Düren des Deutschen und Österreichischen Alpenvereins (DuÖAV) gegründet. Aus den Ruinen des ehemaligen Pförtnerhauses der Burg Nideggen, von welchen lediglich die Außenmauern standen, wurde 1979 ein komplett neues Haus unter den Auflagen des Denkmalschutzes und des umweltgerechten Bauens errichtet. Das Haus übernahm die Sektion Düren des DAV als Selbstversorgerhaus und weihte es 1998 auf den Namen Dürener Hütte ein.

## Lage
Die Dürener Hütte liegt inmitten der Nordeifel, genau oberhalb der berühmten Felsmassive der Burgfelsen von Nideggen.

## Zustieg
Parken kann man zum Be- und Entladen vor dem Haus, dauerhaft Parken in 100 m Entfernung.

## Hütten in der Nähe
- Mülheimer Eifelhütte, Selbstversorgerhütte, (185 m ü. NHN)
- Düsseldorfer Eifelhütte, Selbstversorgerhütte, (222 m ü. NHN)
- Kölner Eifelhütte, Selbstversorgerhütte, (214 m ü. NHN)
- Krefelder Eifelheim, Selbstversorgerhütte, (225 m ü. NHN)
- Duisburger Eifelhütte, Selbstversorgerhütte, (230 m ü. NHN)
- Rheydter Hütte, Selbstversorgerhütte, (378 m ü. NHN)
- Eifeler Haus Vogelsang, Selbstversorgerhütte, (489 m ü. NHN)[4]

## Tourenmöglichkeiten
- Rundtour um Burg Nideggen, 16,6 km, 5 Std.
- Von Abenden zur Burg Nideggen, 10,6 km, 3,5 Std.
- Die Felspassage, 12,8 km, 4,5 Std.
- Felsenweg von Blens nach Zerkall, 15,5 km, 5,5 Std.
- Felsenweg (4) – 2. Etappe, 16,8 km, 5,2 Std.
- Mausauel (Region Nideggen), 9,4 km, 2,3 Std.
- Buntsandstein-Route Etappe 2 (Region Rureifel), 17,8 km, 6,3 Std.
- Felspassagen an der Rur (Tippeltouren Eifel), 6 km, 2 Std.
- Entdeckungspfad Nideggen (Tour 2 Nideggen-Schüdderfeld), 3,5 km, 1 Std.
- Nideggen-Zerkall-Bergstein-Obermaubach, 16,7 km, 5,1 Std.
- Felsenrundgang Nideggen Teil 2, 7,9 km, 2,4 Std.
- Nideggen-Obermaubach, 7,8 km, 3 Std.
- Mr. Pfade: Abenteuertour Nideggen, 17 km, 6,5 Std.[5]

## Klettermöglichkeiten
- Klettern in der Eifel[6]
- Klettern in der Eifel[7]

## Skifahren
- Skigebiete in der Eifel[8]

## Karten
- Eifelwandern 1 – Hohes Venn, Hürtgenwald, Rurtal: Wanderkarte mit Radwegen, Blatt 31-562, 1: 25.000, Düren, Eschweiler, Kreuzau, Nideggen, Schmidt, (NaturNavi Wanderkarte mit Radwegen) Landkarte – Gefaltete Karte ISBN 978-3-96099-123-6
- Nationalpark Eifel, Wanderkarte 1:50.000, Nideggen – Monschau – Scheliden (Freytag & Berndt Wander-Rad-Freizeitkarten) Landkarte – Gefaltete Karte ISBN 978-3-7079-2043-7